# Paisumaa
Paisumaa est un village estonien situé sur la commune de Märjamaa dans le comté de Rapla.